# Митрополит херцеговачки Висарион
Висарион је био митрополит херцеговачки између 1590. и 1602. године.
Био је ктитор Велике цркве манастира Тврдоша у Требињу, где му је било седиште митрополије.

## Живот
Банатски устанак (1594), у коме су Срби у Банату устали против Османлија, помогли су Висарион и цетињски митрополит Руфим Његуш. Побуњеничке ратне заставе са иконом Светог Саве освештао је патријарх српски Јован Кантул. Велики османски везир Коча Синан-паша наредио је да се донесе застава пророка Мухамеда као супротна српској застави, као и да се саркофаг и мошти Светог Саве који се налазе у манастиру Милешева донесу војним конвојем у Београд. Успут су Османлије убијале људе на путу да би побуњеници у шумама чули за то. Османлије су мошти јавно спалиле на ломачи на Врачарској висоравни, а пепео развејали 27. априла 1595. године.
Међу Србима, нарочито после спаљивања моштију Светог Саве, ослободилачки покрет је наишао на велики одзив. Средиште јеловања за Херцеговину од 1596. године био је манастир Тврдош у Требињу, гдје је сједио митрополит Висарион. Многи православни епископи позвали су Аустрију у помоћ у ослобађању својих земаља. 1596. године Херцеговачки устанак и борбе прошириће се на османску Црну Гору и суседна племена у Херцеговини, посебно под утицајем митрополита Висариона. У једном дубровачком документу с почетка 1596. године стајало је да су се митрополит и многе херцеговачке чифчије окупиле у Требињском манастиру где су се заклели „да ће се одрећи и 20.000 јунака поклонити светлости [аустријских] царева“. Устаници су тражили помоћ. или барем, симболично, аустријска застава као доказ повезаности са Аустријом. Крајем 1596. године, после побуне Химариота, Срби су почели борбе. Устанак је избио у Бјелопавлићима, затим се проширио на Дробњаце, Никшић, Пиву и Гацко, а предводио га је војвода Грдан Никшићки. Устанак је кратко трајао, пошто су побуњеници поражени код Гацка. Побуњеници су били принуђени на капитулацију због недостатка стране подршке. Након неуспеха устанка, многи Херцеговци су се преселили у Боку которску и Далмацију. Грдан и патријарх Јован наставиће да планирају побуне против Османлија у наредним годинама.